# シジスモンド・パンドルフォ・マラテスタの肖像
『シジスモンド・パンドルフォ・マラテスタの肖像』（シジスモンド・パンドルフォ・マラテスタのしょうぞう、伊: Ritratto di Sigismondo Pandolfo Malatesta）は、イタリアのルネサンス期の巨匠ピエロ・デラ・フランチェスカに帰属される、1451年ごろに制作された絵画である。リミニとファーノのコンドッティエーレ (傭兵隊長) であり、領主であった、シジスモンド・パンドルフォ・マラテスタを描いており、パリのルーブル美術館に所蔵されている。
シジスモンド・パンドルフォ・マラテスタは芸術のパトロンであり、詩人かつ人文主義者でもあった。1451年ごろからピエロ・デラ・フランチェスカをリミニに呼び寄せ、数々の作品を画家に依頼した。
肖像画はシジスモンドを横顔で描いている。古代ローマの皇帝たちも横顔で描かれたので、古代世界を参照することにより権力者としてだけでなく、教養あるルネサンスのパトロンとしての自身を表現している。一方、本作は1445年にピサネロによって、または1450年にマッテオ・デ・パスティによって制作されたメダルに基づいているという文書もある。
絵画自体は、ピエロ・デラ・フランチェスカのリミニ滞在中に制作されたと考えられている。その間、画家はまた、町のテンピオ・マラテスティアーノ（大聖堂）で聖シギスムントの後にひざまずいているシジスモンド・パンドルフォのフレスコ画を描いている。
同種の著名な人物の肖像画に典型的な、横顔による表現という選択にもかかわらず、ピエロ・デラ・フランチェスカは質感と髪の毛の描写で自然主義的な細部描写に注意を払った。ロヒール・ファン・デル・ウェイデンなどのフランドルの巨匠をピエロがよく知っていたことの証左である。
ピエロへの帰属は確実なものではなく、非常に最近のものである。 1889年まで、絵画は、ロシア帝国の美術コレクション中にあった。 19世紀後半に、ミラノのダンコーナ・コレクションに入ってようやく、画商のジョヴァンニ・モレッリによってピエロ・デラ・フランチェスカに最初に帰属された。以後、コンティ―ニ・ボナコッシ・コレクションに移ったが、コンティ―ニ・ボナコッシ家がルーヴル美術館に作品を売却しようとする前に美術史家のロベルト・ロンギがピエロへの帰属を再三繰り返した。しかし、イタリアの他の美術評論家や教授からは疑問が投げかけられ、テンピオ・マラテスティアーノの絵画との不思議な類似性から、新古典主義時代の贋作であると信じる人もいた。同様に、イタリアの大臣が任命した芸術委員会は、作品の帰属を取り巻く疑念のために、1969年にコンティ―ニ・ボナコッシの遺贈の一部として購入することを拒否した。一方、フランスの美術史家は、特にルーヴル美術館のコレクションに入った後は、作品の帰属について常に一致した見解であった。